# Leknín bělostný
Leknín bělostný (Nymphaea candida) je jeden ze dvou v ČR rostoucích druhů leknínu. Jedná se o vodní rostlinu s ozdobnými bílými květy, v ČR kriticky ohroženou (C1).

## Popis
Od leknínu bílého se liší tím, že jsou hlavní žilky i v horní třetině výrazně obloukovitě prohnuté, nikoliv rovné. Nejvíce jsou ohnuté v dolní třetině, kde vytváří vždy dvě protilehlé žilky písmeno U. Je vysoký asi 50–170 cm, kvete od června do srpna.
S leknínem bílým se kříží (N. alba × N. candida, též N. borealis).

## Rozšíření a stanoviště
Leknín bělostný se vyskytuje v rybnících, jezírkách, říčních ramenech či v klidných místech řek. Někdy je vysazován do přírody.